# Таллинская реальная школа
Таллинская реальная школа (эст. Tallinna Reaalkool), при основании Ревельское Петровское реальное училище (эст. Reveli Peetri Reaalkool) — гимназия в Таллине, Эстония.

## История

### Основание
Во второй половине XIX века промышленная революция охватила Российскую империю, в том числе и Эстляндскую губернию. Упразднение крепостной зоны Ревеля в 1857 году и открытие Балтийской железной дороги в 1870 году обеспечили Ревелю мощную торговую и промышленную базу. В результате возникла необходимость реформировать систему образования. В 1872 году в Российской империи был издан закон о школе, согласно которому наряду с уже существующими школами был создан новый тип школы — училище. Связав необходимость создания нового учебного заведения с 200-летием со дня рождения Петра I в том же году новосозданному училищу было присвоено название Ревельское Петровское реальное училище. Ревельская городская управа и купеческие гильдии пожертвовали на школу 1700 серебряных рублей.
Первоначально преподавание велось на немецком языке в трёхэтажном каменном здании у городской стены по адресу ул. Лай 49, затем в 1883 году школа была переведена в только что построенное здание на улице Карьявярава. Питер Оссе, учитель математики, стал первым директором школы.
В результате политики русификации, проводимой императором Александром III, многие уроки стали проводить на русском языке. Переход на русский язык обучения затянулся, но в 1890 году он был завершён.

### Деятельность по созданию Эстонской республики
Ученики и учителя Ревельского реального училища, будущей Таллинской реальной школы, и особенно учитель гимнастики Антон Ыунапуу, сыграли важную роль как в становлении независимого государства, так и в его обороне во время войны за независимость. Многие учителя реального улчилища во главе с директором Карлом Кольё, учителем гимнастики Вольдемаром Ресель-Ресевым и учителем рисования Романом Нюманом, также ушли воевать. Летом 1917 года учитель Антон Ыунапуу стал комиссаром милиции. В 1917 году Ыунапуу основал специальный отряд из учащихся (скаутский отряд), который назвал Молодёжная дружина. В этом отряде участвовало 340 учеников, 82 из которых — ученики реального училища. Отряд Ыунапуу стал первой националистически настроенной силой в Таллине.
В 1917 году продолжился внутренний распад России. Хотя большевики, пришедшие к власти в результате Октябрьской революции, поставили перед собой цель вывести Россию из Первой мировой войны, этот план был реализован не сразу. Германия продолжала наступление на восточном фронте, и осенью 1917 года острова Западной Эстонии оказались под немецкой оккупацией. Немецкие войска продолжали наступать, и 23 февраля 1918 года они достигли непосредственной близости к Таллину. В то же время большевистские войска готовились к эвакуации. Необходимо было установить порядок, и создателем порядка стала Молодёжная дружина. Под руководством Антона Ыунапуу Молодёжной дружине и отряду Самообороны удалось обеспечить безопасность города 24 февраля. Задачей школьников, получивших оружие, было защитить здание Банка Эстонии, Тоомпеа, реальную школу и почту от большевиков и оставшихся русских солдат. Благодаря усердной обороне здания Банка Эстонии участниками Молодёжной дружины Комитету спасения удалось провозгласить там независимость Эстонии 24 февраля 1918 года. Однако на следующий день Таллин был оккупирован немецкими войсками.

### Освободительная война и период Первой Эстонской республики

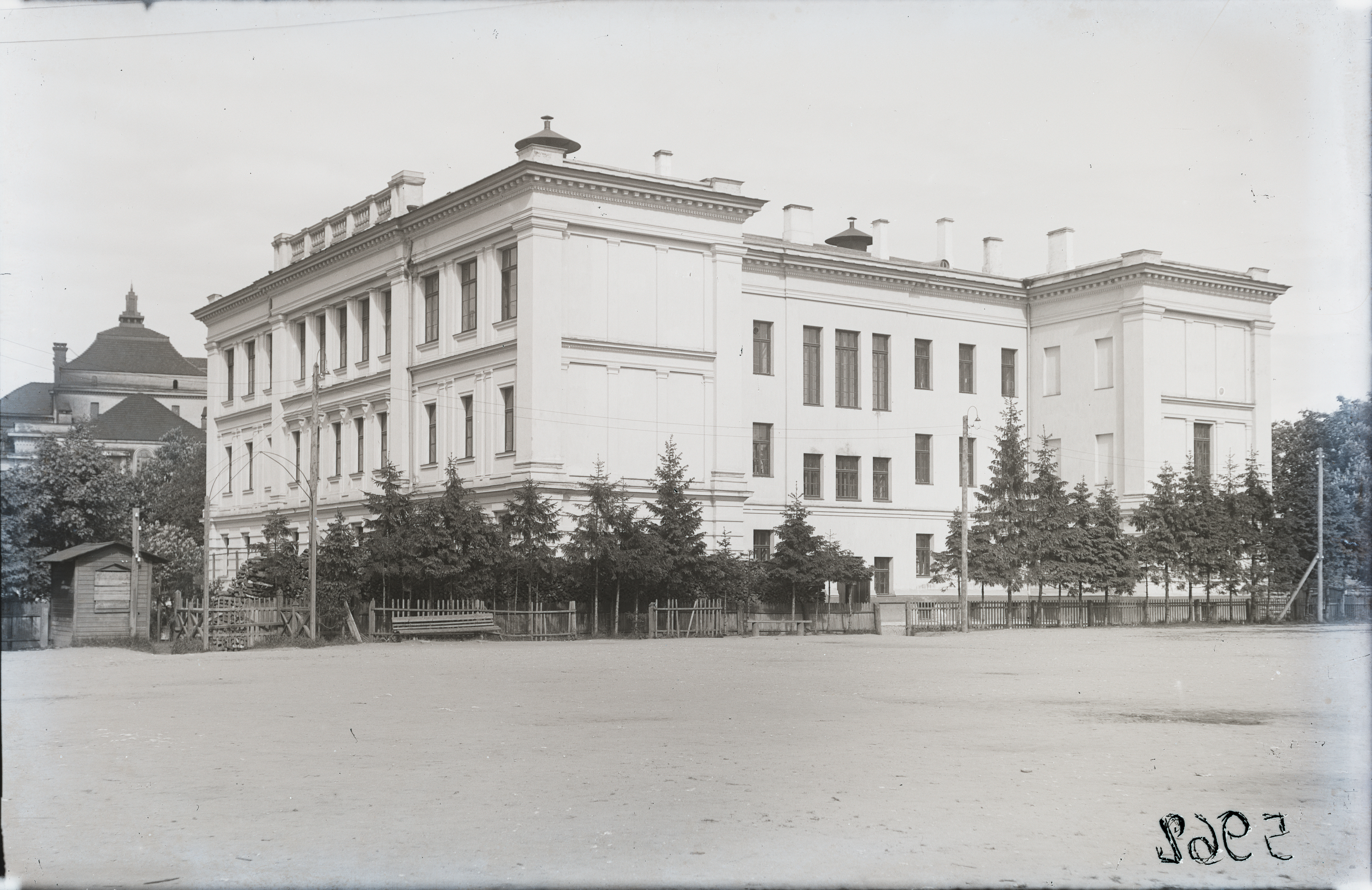
Школа в 1930-х

28 января 1918 года началась Освободительная война. Большая часть населения и уставшие от мировой войны солдаты не верили в смысл освободительной войны и возможность сохранения независимости. Нехватка мужчин и низкий боевой дух вынуждал военное руководство делать решительные шаги, чтобы восполнить фронтовые военные части, особенно составы бронепоездов. Для формирования новых военных частей Йохан Лайдонер, Пеэтер Канн и Йохан Питка набирали школьников. Благодаря зажигательной речи из двухсот молодых людей удалось привлечь 125, 12 из которых были учениками Реальной школы. Когда генерал Александер Тыниссон принимал новоиспеченных добровольцев было решено назначить их на бронепоезд номер 2, потому что для отдельного отряда пехоты их было слишком мало. Отряд реалистов располагался в начале поезда в первых двух проходах. Изначально в составе бронепоезда номер 2 было только 10 вагонов, а в конце войны их количество увеличилось до 20. Изначально бронепоезд базировался в Аэгвийду, откуда 28 декабря 1918 года отправился отбивать город Тапа, но попытка оказалась неудачной. Настоящее боевое крещение произошло в тот же день под мызой Аннен (нем. Annen, Анна, эст. Anna mõis=. Положение на фронте было плачевным, 6000 мужчин из 12 000 дезертировали и вернулись домой. Самая благоприятная ситуация была на бронепоездах. Состав бронепоездов держался вместе, потому что состоял только из добровольцев и офицеров.
В декабре 1918 года по инициативе прапорщика Леопольда Тынсона было заложено начало Дружине Калевласцев). Официальное разрешение от Военного министерства было получено 16 декабря 1918 года. В число организаторов входили также учитель гимнастики Антон Ыунапуу и политик и военный Отто Тийф. Уже 20 декабря в канцелярии Реальной школы начался приём добровольцев, которым руководил Леопольд Тынсон. Уже 22 декабря было набрано более двух групп мужчин. Организация проходила обучение, но уже через неделю пришёл приказ Йохана Питка направить десант в сторону Локса, в котором приняло участие 60 мужчин. Во время Вируского фронта в Йыеляхтме в дружине насчитывалось 250 человек. Именно с участием дружины Калева и финской подмогой удалось положить конец отступлению. Новости о прибытии дополнительных сил вдохновили фронтовиков так, что все атаки врага были отбиты. Этот момент, а также прибытие флота Англии можно считать поворотными моментами в Освободительной войне.
Первый из учеников Реальной школы, который погиб в Освободительной войне, был Харальд Трийгель (Harald Triigel). Изначально он был похоронен в общей могиле на мызе Ярве, но его отец перезахоронил тело погибшего на кладбище Сизелинна. 9 мая 2000 года на могиле погибшего ученика Таллинская реальная школа установила достойный надгробный памятник. Каждый год 8 декабря представители Реальной школы посещают могилу, чтобы почтить память воина-героя. Спустя 13 дней, 21 декабря 1918 года погиб ещё один реалист — Гуннар Добка (Gunnar Dobka). Отпевание прошло в церкви Нигулисте, захоронение — на кладбище Копли в Таллине. В дальнейшем место захоронения бесследно исчезло. Защищая мызу Мынисте, погиб третий реалист — Эуген Сеэберг (Eugen Seeberg). Отпевание прошло в Яановской церкви, похороны — на кладбище Копли. Судьба могилы такая же, как у могилы Добка. Артур Сисаск (Artur Sisask) был бойцом бронепоезда номер 2. Он погиб 19 марта 1919 года, когда десантная группа бронепоезда номер 2 вместе с военными моряками и с военными бронепоезда номер 1 отбивали мызу Орава.
По словам Мярта Кармо, в Освободительной войне участвовало 84 реалиста. Учащихся гимназии Густава Адольфа, принявших участие в войне, было 129. В честь всех учащихся и учителей города Таллина, погибших в Освободительной войне, в 1927 году около Реальной школы был воздвигнут памятник. Памятник является старейшим памятником в Таллине, посвященным Освободительной войне. Скульптор — Ферди Саннамеэс, архитектор — выпускник Реальной школы Антон Соанс. Также 24 февраля 1923 года на стене в актовом зале Реальной школы была установлена мраморная мемориальная доска с именами четырёх погибших учеников и учителя Ыунапуу.
С 1920 директором Таллинской I средней школы, расположенной на улице Карьявярава 2/24, был избран был Николай Канн. Он был первым эстонцем, ставшим директором государственной средней школы. Канн преподавал немецкий язык и историю.

### Вторая мировая война

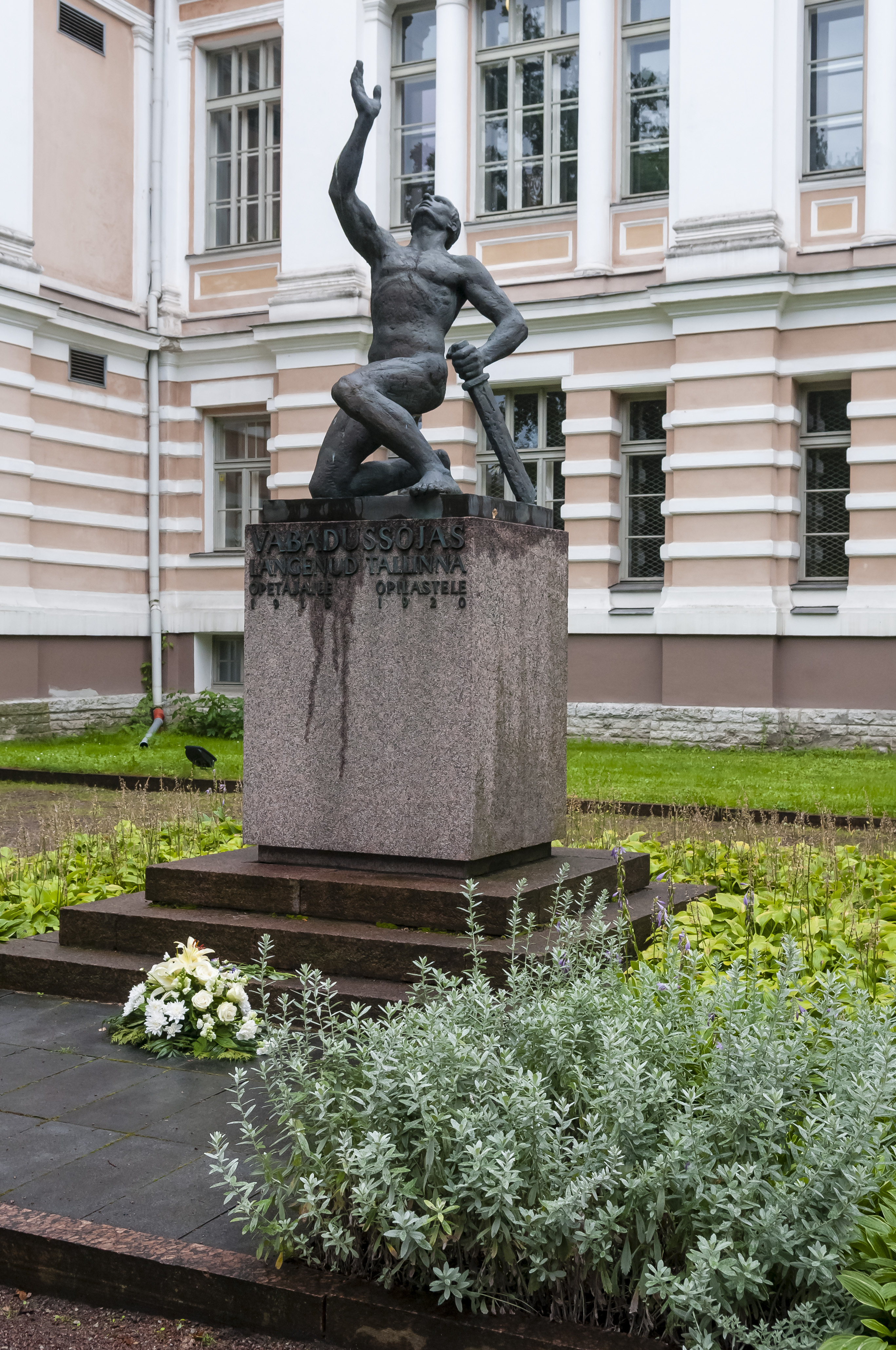
Восстановленный монумент «Reaali Poiss»

Когда Эстония вошла в сферу влияния СССР, Гитлер пригласил живших в Эстонии балтийских немцев вернуться в Германию. Осенью 1939 года Эстонию покинул и учитель математики, физики и космографии Пауль Эдерберг, который работал в Таллинской реальной школе с 1919 года. В Германии Пуди также работал учителем. Последние записи о нём датируются маем 1945 года. Помимо Пауля Эдерберга из Эстонии уехали и другие учителя и ученики.
Осенью 1940 года в Советской Эстонии учебный год начался со многих изменений: частично сменился преподавательский состав, произошло много изменений в преподавании. Например, Карл Кольо, который был директором Таллинской реальной школы с 1936 года, был уволен в 1940 году. Ещё 25 января 1940 года директор школы Карл Кольо призвал руководителей классов стойко защищать и прививать студентам благородную идею сохранения независимости Эстонии. Осенью 1940 года отменили прежнюю школьную систему, существовавшую в Эстонской республике, и учеников третьего класса «перевели» во второй класс. Чрезвычайно популярными среди школьников стали «слепые шахматы», на школьных собраниях вместо того, чтобы слушать разъяснения политической ситуации, мальчики собирались вместе и играли в шахматы, тихо бормоча друг другу ходы.
В 1940 году из зала убрали памятную мраморную табличку. Осенью 1940 года красные власти снесли памятник учащимся и учителям, павшим в войне за независимость. После смены власти в 1941 году немецкие оккупационные власти дали разрешение на реставрацию памятника, и в зале была вновь открыта мраморная табличка. В дальнейшем школьная работа продолжалась в обычном режиме вплоть до бомбардировки Таллина в марте 1944 года. Хотя здание Реальной школы сильно пострадало во время бомбёжки, ущерб был не таким серьёзным, как, в частности, у театра «Эстония», который был почти полностью разрушен. Хотя вокруг было много разрушений, монумент «Reaali Poiss», посвящённый погибшим в Освободительной войне ученикам и учителям, уцелел.
После того, как в 1945 году Эстония вновь стала частью СССР, мраморная доска в зале Реальной школы была снята, а в 1948 году был уничтожен и памятник. Учёба продолжилась 16 октября 1944 года, и из-за неспокойных времен директора менялись очень часто.

### Советский период
С 1945 по 1949 год директор менялся пять раз. Затем в Таллинской средней школе № 2 появилась первая женщина-директор — Эмиль Пертельс, которая руководила школой с 1949 по 1953 год. Хотя Пертельс был членом Коммунистической партии Советского Союза, она никогда не говорила о партийной политике и не выражала энтузиазма по поводу пропаганды официальной идеологии. Она также не была категорически против эстоноязычного и проэстонского обучения. Основным следом Пертельс в истории Таллинской реальной школы считается традиция последнего звонка, сложившаяся во время его пребывания в должности.
После Пертельса директором школы стал Алексей Цыганков. Он занимал должность с 1953 по 1970 год. Цыганков также преподавал историю Советского Союза. В его время школа была также преобразована в смешанную школу, а вспомогательное здание для начальных классов, названное Малым домом, было построено рядом с главным зданием.

## Символы

### Школьное здание
10 июня 1881 года Таллинская городская управа приняла решение о строительстве нового здания для Таллинского Петровского реального училища. Местом для строительства стала просторная площадь на углу бульвара Эстония и улицы Георга Отса. Главное здание построено в неоклассическом стиле и возведено в 1881—1883 годах по проекту, выбранному на международном архитектурном конкурсе. Архитектор — Макс Хёппенер, инженер — Карл Густав Якоби.
Главный фасад трехэтажного исторического здания с плоской крышей оформлен портиком с рустованными пилястрами и завершен треугольным фронтоном. Главные этажи украшены пилястрами и карнизами. Между окнами актового зала, выходящими на боковой фасад, расположены кариатиды, спроектированные скульптором А. А. Фольц.
Здание в целом сохранило свою первоначальную планировку. Классы расположены вокруг центральной парадной лестницы и примыкающего к ней актового зала, занимающего второй и третий этажи, куда в виде галереи ведут коридоры третьего этажа. Парадная лестница придает зданию торжественный вид, обеспечивая при этом достаточное освещение коридоров. Главная лестница в 106 ступеней соединяет три этажа, а 196 ступеней боковых лестниц ведут на четвёртый этаж. Традиционно по главной лестнице спускаются и поднимаются всегда только по правой стороне.
В 1999—2000 годах в Таллинской реальной школе проводились масштабные реставрационные работы, которые были завершены в сентябре 2000 года. Соответствующий проект был подготовлен в 1998—1999 годах проектным бюро AS Tallinna Restauraator. Авторами были архитектор Катрин Этверк и дизайнер интерьера Тийу Лыхмус, работы выполняла компания AS Merko Ehitus. К зданию был надстроен четвёртый этаж, но без изменения исторического облика здания. По мере возможности были восстановлены оригинальные цветовые решения. Работы начались в 1999 году с установки наружных сетей, параллельно началась подготовка к наружной отделке и пристройке новых лестниц, а внутри были проведены работы по сносу и вскрытию конструкций.

### Школьная фуражка
Самым распространенным символом Таллинской реальной школы является школьная фуражка, которая за долгую историю претерпела изменения. Педагог по искусству и учитель рисования Роман Нюман придал фуражке окончательную форму и цвет в 1921 году. Проект был одобрен Педагогическим советом, а через год — Министерством образования. Вероятно, именно в это время чёрная матерчатая фуражка с золотыми полосами по краям и зигзагами получила новое дыхание и оставалась символом и эмблемой школы более двадцати лет. В 1923 году педагогический совет школы принял решение об обязательном ношении фуражки. После реформы школы Министерство образования внесло изменения в общее положение о школьных фуражках, что означало, что золотые зигзаги на шапках имели право носить только учащиеся старших классов. В настоящее время директор и классный руководитель вручают ученикам фуражки перед церемонией открытия учебного года.

### Школьное кольцо и значок выпускника
Наряду со школьной шапкой важными символами Таллинской реальной школы являются значок выпускника и школьное кольцо. Вероятно, значок выпускника использовался уже в начале 20-го века, но самый старый значок, который удалось найти, датируется 1918 годом, хотя выпускник 1916 года Георг Мери, утверждает, что в его выпуске такой значок уже существовал. В 1924 году был проведен первый официальный конкурс дизайна значков.
В 1925 году был организован новый конкурс, который выиграл Альфред Канг-Кайнги. В созданном им дизайне можно распознать как первоначальную форму значка, так и более поздние варианты. "Прежний ромб потерял свою симметрию и был заменен двумя ромбами и треугольником. На меньшем белом ромбе в верхней части значка указан номер выпуска. Треугольник с синими и белыми вертикальными полосами (цвета флагов Таллина и Реальной школы) является основой для меньшего ромба и на нём можно прочитать надпись «TIR». Стилизованные крылья чёрного и золотого цвета, проходящие через ромб, связаны с цветами школьной фуражки.
Уже во второй половине 1920-х годов выпускные значки торжественно вручались в день годовщины школы, 29 сентября. Сначала директор школы выражал благодарность лучшим спортсменам и музыкантам, а затем вручали значки всем ученикам выпускных классов. В свою очередь в знак уважения выпускники вручали значки директору школы, инспектору, классным руководителям и нескольким наиболее популярным учителям, возводя их в ранг «почетных выпускников». Помимо церемонии получения значков, существовала также традиция их благословения. После оккупации Эстонской Республики Советским Союзом в июне 1940 года изготовление и вручение выпускных значков было запрещено. В 1957 году, во время хрущевской оттепели, эта традиция была возрождена, но немного в изменённом формате.
В 1940 году изготовление выпускных значков было запрещено, что означало необходимость в символе, объединяющем всех выпускников Реальной школы. Выбор был сделан в пользу школьных колец. Этот обычай сохранился и укрепился во время немецкой оккупации 1941—1944 годов, хотя изготовление и ношение колец по-прежнему было запрещено для школьников. Говорят, что первые кольца были изготовлены в 1938 году. Кольцо 1939 года имело овальную пластину с буквой R и дубовыми листьями. Нельзя утверждать, что запрет значков был единственной причиной введения традиции кольца, но одной из них точно.
Осенью 1940 года выпускной класс решил заказать свои собственные выпускные кольца, взяв за основу в качестве образца кольцо 1939 года. Однако было решено, что вариант с дубовыми листьями не подходит, и ученик выпускного класса Хейно Юурикас придумал новый дизайн — круглую чёрную эмалевую пластинку с буквой «R» посередине. Также на кольце появился девиз Реальной школы «Один за всех, все за одного».
В период советской власти школьные кольца по своему дизайну были очень похожи на сегодняшние. Они также были сделаны из серебра, с символом школы в центре на чёрном фоне. Главное отличие заключалось в том, что на кольце была надпись IIK (2. Keskkool) вместо буквы R. Кроме того, дизайн дубовых листьев и текста изменились, а на зубчиках вокруг эмблемы школы отсутствовала точка, которая есть у колец сегодня. И на нынешнем, и на прежнем кольцах есть девиз школы, но формулировка немного отличается.
Несмотря на то, что на кольцах не могло быть буквы R, некоторые ученики почти из каждого выпуска имели кольца с буквой R, несмотря на проверки колец. Некоторые ученики позже сделали себе кольца, заменив надпись IIK на букву R.

### Флаг
Основанное в 1881 году, Ревельское Петровское реальное училище получило свой первый флаг в подарок от родителей в 1884 году, когда состоялось официальное открытие нового здания школы.
21 апреля 1989 года был утверждён официальный флаг школы с красным факелом в центре и буквой «R», стилизованный под римскую цифру «2». Над аркой располагался девиз школы, а внизу — название школы. Лицевая сторона флага была синей, а надпись — жёлтой. Другая сторона флага была оформлена в основных цветах флага города Таллина в виде синих и белых полос.
28 сентября 1991 года, накануне 110-летия, в церкви Каарли был освящён новый флаг школы, на котором было написано Таллинская Реальная школа и выпускной значок с буквой R.
По случаю 120-летия школы в 2001 году в церкви Каарли был освящён флаг школы, который используется и сегодня, уже без факела и с белыми буквами. Флаг используется на национальных праздниках и школьных торжествах: первый день в школе, церемонии выпускного и последнего звонка, день выпускника, юбилейные торжества школы и шествия песенных фестивалей. Флаг несут выпускники школы, а передают его весной на церемонии вручения аттестатов.

### Мраморная табличка
Мраморная табличка стала историческим символом школы. В 1923 году в актовом зале была открыта мраморная табличка Антону Ыунапуу, учителю, погибшему во время Освободительной войны, и четырём реалистам — Харальду Тригелю, Гуннару Добке, Артуру Сисаску и Эугену Зеэбергу. Помимо их имен, на доске также указаны год и место их смерти.
В 1940 году мраморная табличка была снята из актового зала. Во время немецкой оккупации, в 1941 году, мраморная доска была восстановлена. Во время второй советской оккупации мемориальная доска была уничтожена и заменена рельефами с изображением Ленина и Сталина. Табличка была восстановлена только в 1990 году, до восстановления независимости Эстонии.
На торжественной линейке в день годовщины Эстонской республики в школе вспоминают павших, глядя на мраморную табличку.

## Традиции

### Ряд Пуди
Ряд Пуди — это характерный способ ходьбы в Реальной школе, используемый как на важных школьных мероприятиях, так и вне школы, например, при получении призов на спортивных соревнованиях. В линии пуди школьники идут друг за другом, руки за спиной, с серьёзным выражением лица. Обязательно нужно обходить все прямые углы.
Ряд Пуди назван в честь легендарного эстонского учителя физики Пауля Эдерберга (по прозвищу Пуди). Студенты описывали его как воплощение предметов, которые он преподавал — точный, абстрактный и сухой. Возможно, именно поэтому ученики, попадая в класс Пуди, вырабатывали привычку подражать манере ходьбы учителя. Хотя этот способ ходьбы ассоциировался с конкретным учителем и его учениками, он сохранился до наших дней и занял важное место среди традиций школы.

### Церемония вручения значков и праздник, посвященный этому событию
Осенью ученики выпускных классов и выбранные ими учителя получают последние значки на специальной церемонии.
В вечерних танцах принимают участие все ученики гимназии, а в 21.00 младшие гимназисты должны покинуть школу. Вручение значков проходит в соответствии с установленным ритуалом.

### Праздник кольца
Это традиционное мероприятие, организуемое одиннадцатиклассниками за пределами школы. Обязательными элементами ритуала являются рапира, кольца, серебряный кубок, свечи и девиз на латинском языке.

### Посвящение в гимназисты
Посвящение в гимназисты новых учеников организуют ученики 12-х классов. Этот период длится одну неделю. Посвящение начинается с ознакомительной вечеринки в субботу, включает в себя различные конкурсы и завершается флешмобом и церемонией посвящения.

### Последний звонок
В последний учебный день абитуриенты приходят в школу в национальных костюмах. Проходит торжественная линейка, который заканчивается «Прощальной песней» Константина Тюрнпу. Звонок звучит в последний раз 12 раз. После этого, взявшись за руки, дети пробегают через школу, стадион и Ратушную площадь. Праздник заканчивается пикником и народными играми в музее под открытым небом Рокка-аль-Маре.

### Мытьё головы Эрнста Петерсона Сяргава
Эрнст Петерсон Сяргава долгое время был учителем эстонского языка и школьным инспектором в Реальной школе. Первоначально памятник в его честь находился в парке Кадриорг. В 1998 году, по предложению Реальной школы, памятник был перенесен на зелёную площадку перед Реальной школой. В том же году началась традиция мытья головы Сяргавы, и каждый год 29 апреля, в годовщину его рождения, абитуриенты моют ему голову. Поскольку памятник имеет прозвище Хабе (борода), то и действие называется мытьем головы Хабе (бороды). Традиционно в 18.00 на могиле Сяргавы на Лесном кладбище зажигается свеча.

### День встречи выпускников
В последнюю субботу января каждого года проходит День встречи выпускников. В этот день выпускники соревнуются в турнире по баскетболу и волейболу под названием Гран Прикк. Вечером в здании школы проходят встречи классов.

### Конкурс силачей
В память о Георге Лурихе проводится конкурс, который определяет сильнейшего реалиста.

### Празднование дня рождения Республики
Каждый год накануне Дня Республики ученические представительства и директора трех Таллинских школ, принимавших участие в Освободительной войне (Таллинской Реальной школы, гимназии имени Якоба Вестхольма и гимназии имени Густава Адольфа), возлагают общий венок к статуе погибших в Освободительной войне учеников и учителей. На церемонии присутствует мэр Таллина.

### Президентская церемония
Каждые пять лет, в годовщину Эстонской Республики, в вестибюле Реальной школы проводится юбилейная церемония с участием президента республики. В церемонии принимают участие представители Таллинских школ, участвовавших в Войне за независимость (Таллинской реашколы, гимназии имени Якоба Вестхольма и гимназии имени Густава Адольфа).

### День рождения школы
День рождения школы отмечается каждый год 29 сентября на школьном стадионе. Каждый класс накрывает стол и приносит угощение. На линейке награждают самых выдающихся учеников (например, победителей международных олимпиад) и объявляют имена учеников, которые получат стипендии из фондов, созданных для развития деятельности школы.

## Ученическая деятельность

### Ученическое представительство
Ученические представительства Реальной школы действуют как в гимназии, так и в основной школе. Выборы президента ученического представительства проходят в октябре. Представительный совет Реальной школы является членом Союза студенческих советов G5, целью которого является развитие сотрудничества между пятью школами в центре Таллина.

### Школьная газета
«Reaali Poiss» — это газета Реальной школы, которая выходит раз в месяц с 1997 года. Она издается независимо от руководства и освещает темы, касающиеся школьной жизни, а также публикует мнения учащихся.